# گنادی گوساروف
گنادی گوساروف (روسی: Геннадий Александрович Гусаров؛ ۱۱ مارس ۱۹۳۷ – ۲ ژوئن ۲۰۱۴) بازیکن و مربی فوتبال اهل اتحاد جماهیر شوروی سوسیالیستی بود.
از باشگاه‌هایی که در آن بازی کرده‌است می‌توان به باشگاه فوتبال دینامو مسکو و باشگاه فوتبال تورپدو مسکو اشاره کرد.
وی همچنین در تیم ملی فوتبال شوروی بازی کرده‌است.